# Гай Цезоній Макр Руфініан
Гай Цезоній Макр Руфініан (*Gaius Caesonius Macer Rufinianus, бл. 157 — бл. 237) — державний і військовий діяч Римської імперії.

## Життєпис
Походив з роду вершників Цезоніїв. Син Гая Цезонія Макра і Руфінії. Народився близько 157 року. Кар'єру розпочав наприкінці панування імператора Марка Аврелія. Спочатку був членом колегії вігінтівірів. Невдовзі стає керуючим в'язницями міста Риму (Triumvir capitalis).
Під час Маркоманських війн у 178—180 роках служив військовим трибуном I Допоміжного легіону. Відзначився в одній з кампаній проти маркоманів, під час якої його загін отримав військові нагороди (dona militaria) від імператора.
Після 180 року призначається квестором у провінції Нарбонська Галлія. За цим повернувся до Риму, де став народним трибуном. У 185 році призначений легатом при проконсулі провінції Бетіка. Близько 187 року став претором. 188 року призначено легатом при проконсулі в провінції Азія. Після цього він обіймав посаду державного доглядача (Curator rei publicae) міста Аскул (Піцен).
У 187—190 роках очолював VII Клавдіїв легіон у таборі Вімінацій (провінція Верхня Мезія). Близько 192 року був призначений проконсулом провінції Ахайя.
Після повернення до Риму 193 року призначається куратором місті Тарраціненсіума (Лаціум). 193 року призначено імператорським легатом-пропретором провінції Лузітанія. Перебував на посаді до 197 року. 197 року придушив заколот Луція Нова Руфа, проконсула Ближньої Іспанії, що був прихильником Клодія Альбіна.
У 198 році стає консулом-суфектом (разом з Гаєм Юлієм Авітом Алексіаном). 199 року призначено куратором міста Теан (Кампанія). У 198—200 роках він обіймав посаду куратора берегів і русла Тібру (Curator Albei Tiberis et cluacarum sacrae urbis).
200 року призначено імператорським легатом-пропретором провінції Верхня Германія. Обіймав цю посаду до 203 року. За цим у 204—213 роках був куратором акведуків і постачання Рима (Curator aquarum et Miniciae). Датування перебування його на цій посаді утруднена.
214 року призначено проконсулом Африки. У 215 році повернувся до Риму, де став куратором міста Лавінія. В цей час переведений до стану патриціїв. Також увійшов до складу жрецької колегії августалів.
На початку 230-х років під час перського походу імператора Олександра Севера був комітом останнього. З огляду на те, що йому було близько сімдесяти років до того часу, було висловлено припущення, що він фактично не супроводжував імператора на схід.

## Родина
Дружина — Манілія Луцілла, донька Тиберія Манілія Фуска, консула 225 року
Діти:
- Луцій Цезоній Луцілл Макр Руфініан